# Beipu
Beipu (chinesisch 北埔鄉, Pinyin Běipǔ xiāng, Hakka: Pet-phû-hiông / Bed buˋ hiongˋ) ist eine Landgemeinde des Landkreises Hsinchu in der Republik China (Taiwan).

## Lage und Beschreibung

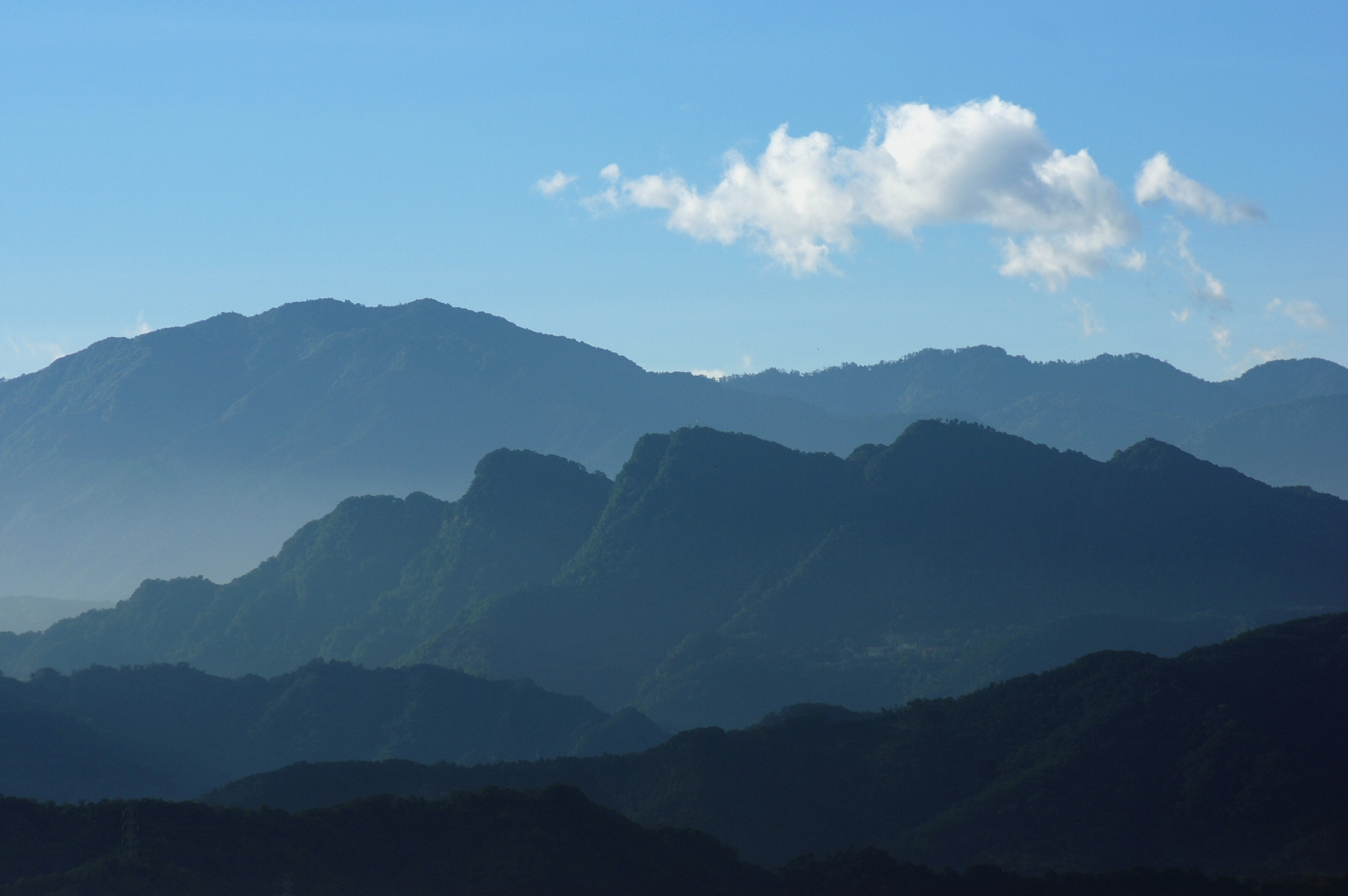
Der Fünffingerberg (五指山)

Beipu liegt im Westen des Landkreises Hsinchu und hat ungefähr die Form eines von Nord nach Süd langgestreckten Ovals. Seine Nachbargemeinden sind Baoshan im Norden, Zhudong im Osten, Wufeng und Nanzhuang (Landkreis Miaoli) im Süden sowie Emei im Westen. Das Gelände ist zumeist hügelig, mit einem Becken im Nordwesten, wo der Fluss Dahu (大湖溪) in den Emei (峨眉溪) mündet. Hier liegen die Hauptsiedlungen Beipu und Nanpu. Längster Fluss ist der Daping (大坪溪), der die Gemeinde von Süden nach Norden durchläuft und wichtigster Zufluss des Emei ist.
Mit knapp 8400 Einwohnern gehörte Beipu im Oktober 2024 zu den am geringsten bevölkerten Gemeinden des Landkreises Hsinchu. Zudem nimmt die Bevölkerung seit längerem kontinuierlich ab.
Die Einwohner Beipus gehören zu 95 % der Volksgruppe der Hakka an.

## Geschichte

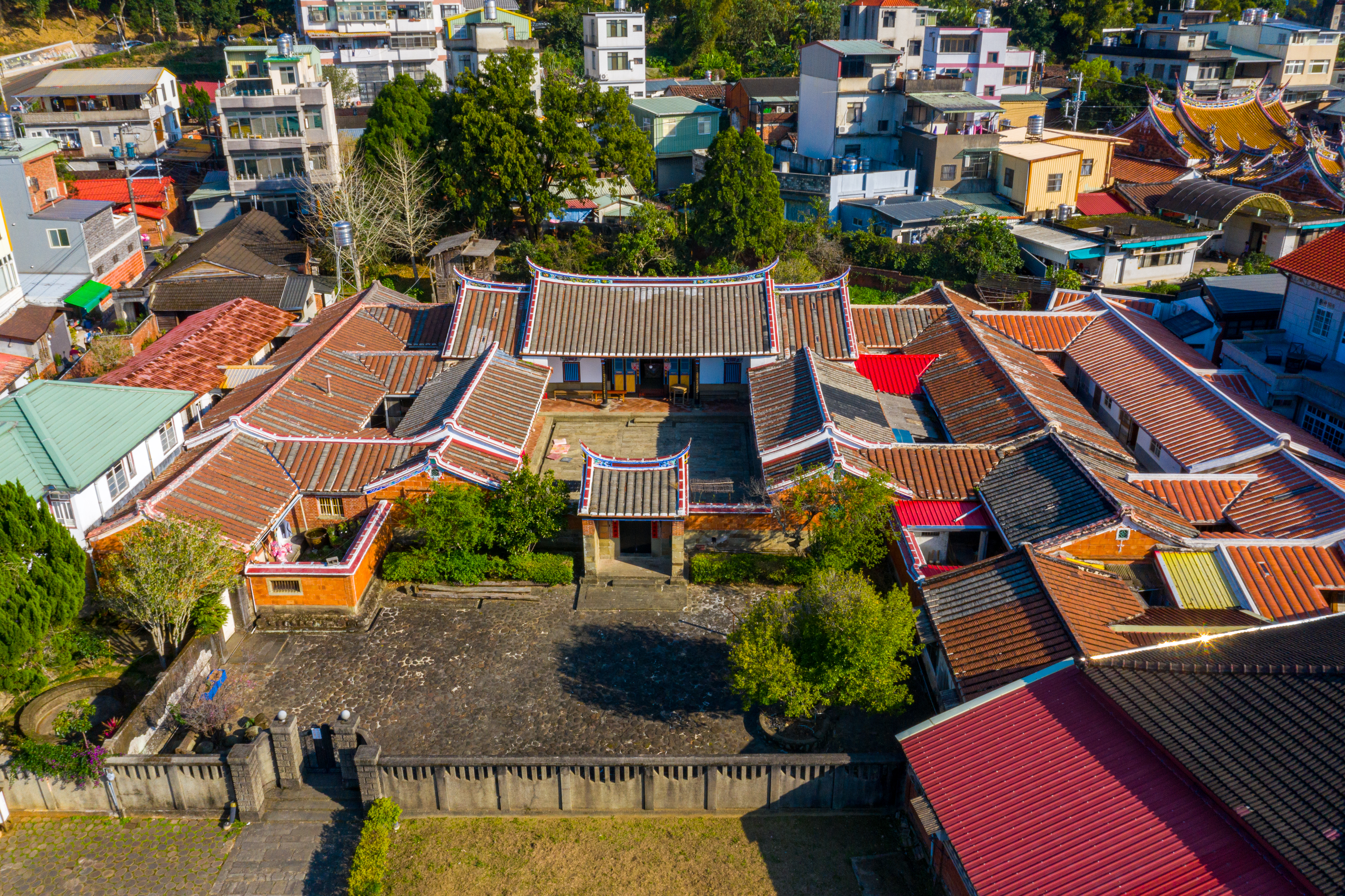
Das Anwesen der Familie Jiang

Das Gebiet von Beipu war ursprünglich von taiwanischen Ureinwohnern von den Völkern der Taokas und der Saisiyat bewohnt, die sich lange Zeit erfolgreich der Landnahme durch chinesische Siedler widersetzten. Im Vergleich zu anderen Gegenden Westtaiwans gelang es den Einwanderern erst relativ spät, in der ersten Hälfte des 19. Jahrhunderts, die Ureinwohner, auch mit militärischen Mitteln, zu verdrängen. Die Siedler machten das Land im Nordwesten der heutigen Gemeinde urbar und betrieben Landwirtschaft.
Während der japanischen Invasion Taiwans kam es im Juli 1895 in Beipu zu Gefechten zwischen der japanischen Armee und Widerstand leistenden Einheimischen, die mit der Niederlage der Taiwaner endeten.
Am 14. November 1907 erhoben sich Han-Taiwaner und Saisiyat im Beipu-Zwischenfall (北埔事件) gegen die japanischen Kolonialbehörden und töteten japanische Beamte, Polizisten und Zivilisten. Die japanische Armee schlug mit Härte zurück und brachte das Gebiet in kurzer Zeit unter ihre Kontrolle, wobei eine große Zahl Einheimischer getötet wurden.
Der Name Beipu bedeutet „Nördliches Flachland“ und bezog sıch zunächst nur auf den ebenen, stärker besiedelten Teil des Gebiets im Norden. 1920 wurde von den japanischen Behörden die Landgemeinde Beipu eingerichtet. Nach der Übernahme Taiwans durch die Republik China wurde Beipu 1950 in den neuen Landkreis Hsinchu eingegliedert.

## Verkehr und Wirtschaft

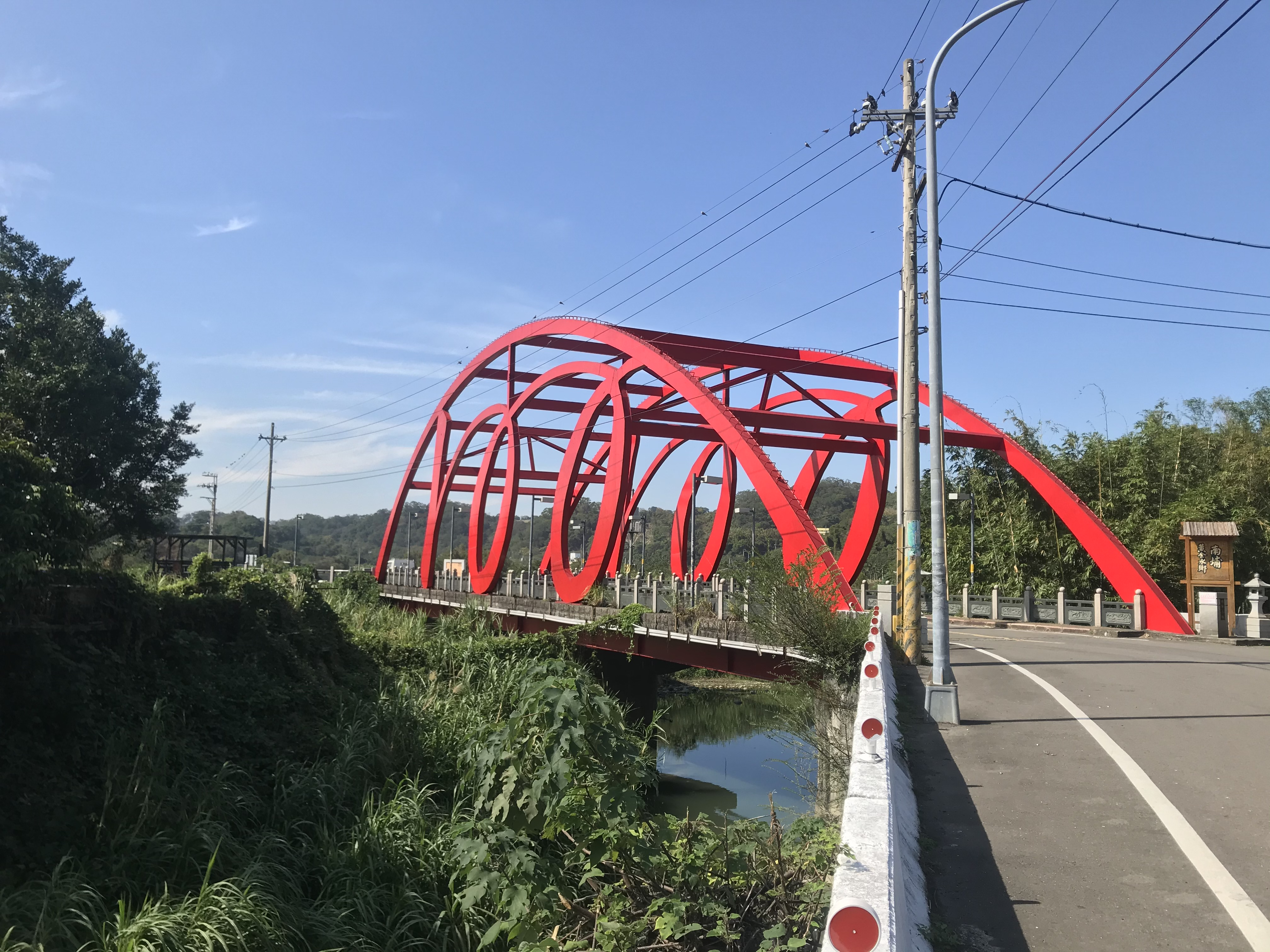
Die „100-Punkte-Brücke“ (百分橋 Baifenqiao)

Als einzige Fernstraße durchquert die Provinzstraße 3 den Norden der Gemeinde. Darüber hinaus gibt es nur wenige Landstraßen (鄉道 xiangdao), von denen die Hsinchu-Straße 37 (竹37線) vom Norden in den Süden der Gemeinde führt. Als öffentliche Verkehrsmittel stehen Buslinien zur Verfügung.
Die Landwirtschaft Beipus konzentriert sich auf das Becken im Nordwesten. Aufgrund des hügeligen Geländes dominieren Ackerterrassen, Obstbau (insbesondere Kaki und Zitrusfrüchte) und Teeanbau.
In neuerer Zeit ist der Tourismus zu einem wichtigen Wirtschaftsfaktor geworden. Touristen besuchen besonders die Alte Straße von Beipu, um dort traditionelle Hakka-Spezialitäten wie Kaki-Kuchen, Leicha (擂茶 „zerstoßener Tee“) oder andere Produkte zu kaufen.

## Kultur und Sehenswürdigkeiten

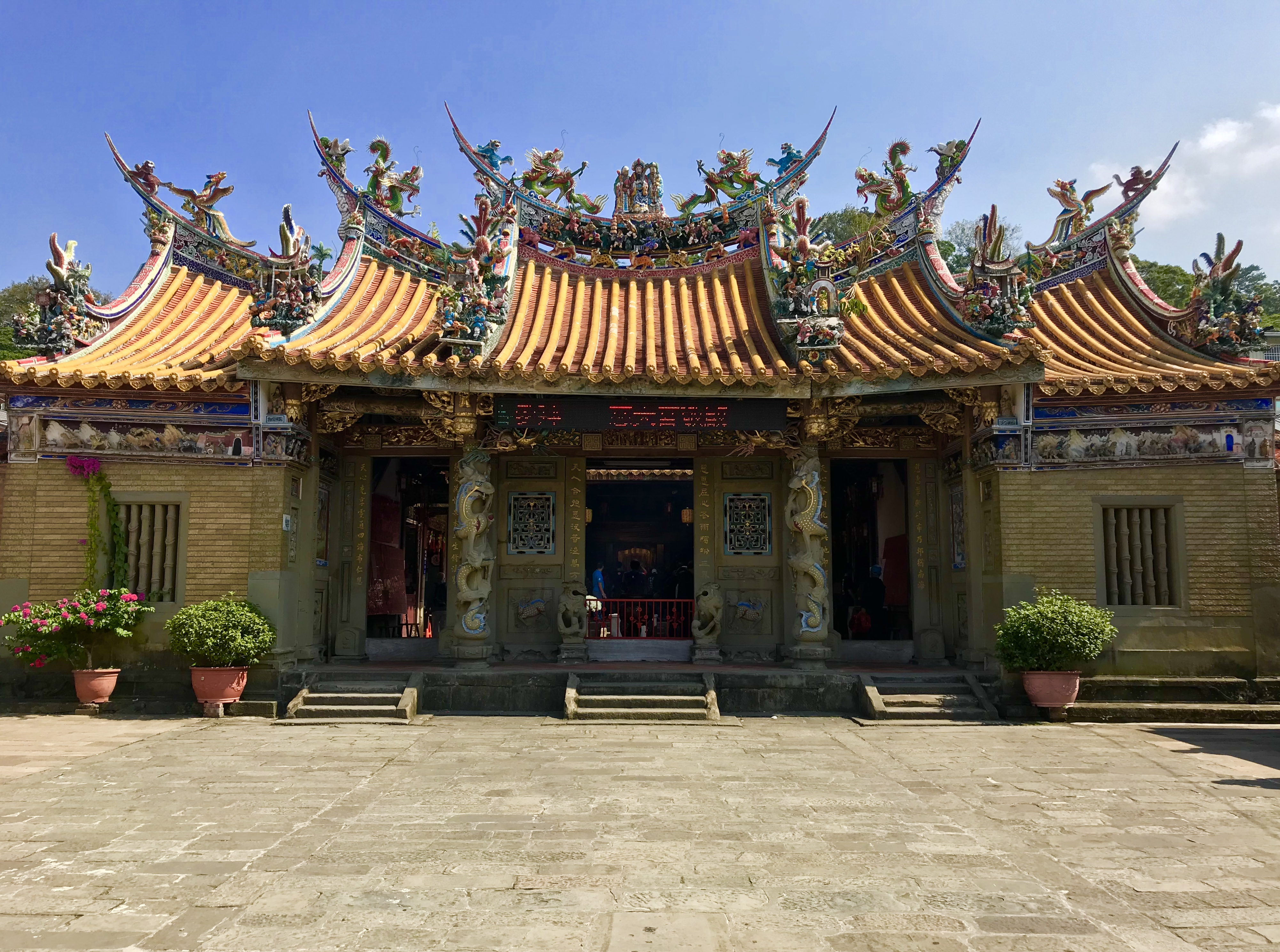
Der Citian Gong

Eine touristische Attraktion ist die Green World Ecological Farm (綠世界生態農場 Lü Shijie Shengtai Nongchang) im Dorf Dahu, wo man viele taiwanische und auswärtige Tiere und Pflanzen besuchen bzw. besichtigen kann. Beliebt ist die Farm u. a. wegen seiner Alpaka-Herde.
An die Vergangenheit der Gemeinde erinnert die Alte Straße Beipu (北埔老街) mit einigen traditionellen Geschäften und Gebäuden, darunter das Anwesen der Familie Jiang (姜屋天水堂 Jiang wu Tianshui Tang). Das Deng-Nan-guang-Museum (鄧南光影像紀念館 Deng Nanguang yingxiang jinianguan) in Beipu erinnert an den lokalen Fotografen Deng Nan-guang (1907–1971), der als ein der Pionier der modernen taiwanischen Fotografie gilt.
Das religiöse Zentrum Beipus ist der buddhistische Tempel Citian Gong (慈天宮), in dem Guanyin und andere Gottheiten verehrt werden. Wichtigstes Tempelfest ist Guanyins Geburtstag am 19. Tag des zweiten Mondmonats. Der traditionell am 14. Tag des siebten Monats stattfindende Opferschwein-Wettbewerb (神豬比賽 shenzhu bisai), eine Hakka-Tradition, bei der extrem gemästete geschlachtete Schweine von bis zu 900 kg Gewicht ausgestellt und prämiert werden, wurde in Beipu abgeschafft. Seit 2020 werden stattdessen Sparschweine mit Spenden für gute Zwecke „gemästet“ und auf einer Feier „geschlachtet“.
Ein beliebtes Ausflugsziel der Gemeinde ist der 1062 m hohe Fünffingerberg (五指山 Wuzhishan) am Südostrand des Gemeindegebiets, an dessen Hängen es Wanderwege gibt. Im Dorf Dalin (大林村) wird ein jahrhundertealter Kampferbaum namens Erliao Shenmu (二寮神木) verehrt. In seiner Nähe wurde ein Tempel des Erdgottes errichtet.